# Kia Cadenza
Kia Cadenza — легковий автомобіль, бізнес-седан концерну Kia Motors. Світова прем'єра Kia Cadenza (на внутрішньому південнокорейському ринку автомобіль відомий як Kia K7) відбулася 12 грудня 2009 року на автосалоні в Ер-Ріяді (Саудівська Аравія). У модельному ряді виробника автомобіль є заміною моделі Opirus / Amanti.

## Перше покоління

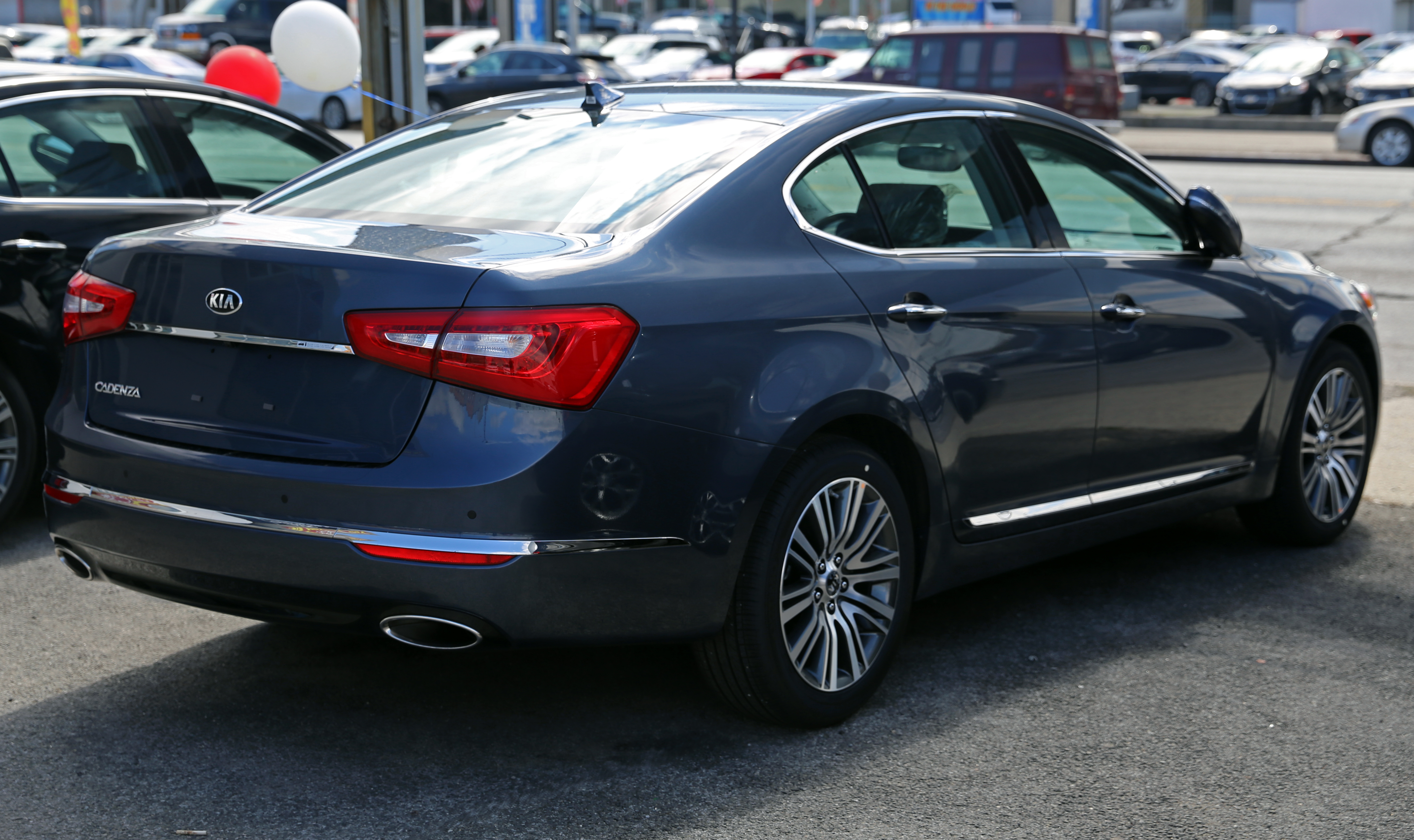
Kia Cadenza І (2009-2016)

Kia Cadenza побудована на новій платформі передньопривідною Kia Type-N. При дещо меншій, ніж у попередника (Kia Opirus) довжиною (4965 мм проти 5000 мм), новий представницький седан володіє більшою на 45 мм (2845 мм проти 2800 мм) колісною базою. Кажучи про зовнішність моделі Cadenza, маркетологи Kia Motors підносять автомобіль як машину бізнес-класу з натяком на спортивність. Коефіцієнт лобового опору кузова новинки становить 0,29 одиниць. 
Базовий для Kia Cadenza двигун - рядний 4-циліндровий бензиновий агрегат об'ємом 2 літри і потужністю 165 к.с., пропонується і V-подібний 6-циліндровий 3,5-літровий двигун потужністю 290 к.с. Єдина доступна коробка передач — 6-ступенева АКПП. В ході презентації автомобіля в Ер-Ріяді було заявлено, що крім передньопривідною версії у виробництво також піде повнопривідний варіант.

### Двигуни
- 2.4L Theta II GDI I4
- 2.7L Mu V6
- 3.0L Lambda GDI V6
- 3.3L Lambda GDI V6
- 3.5L Lambda V6

## Друге покоління

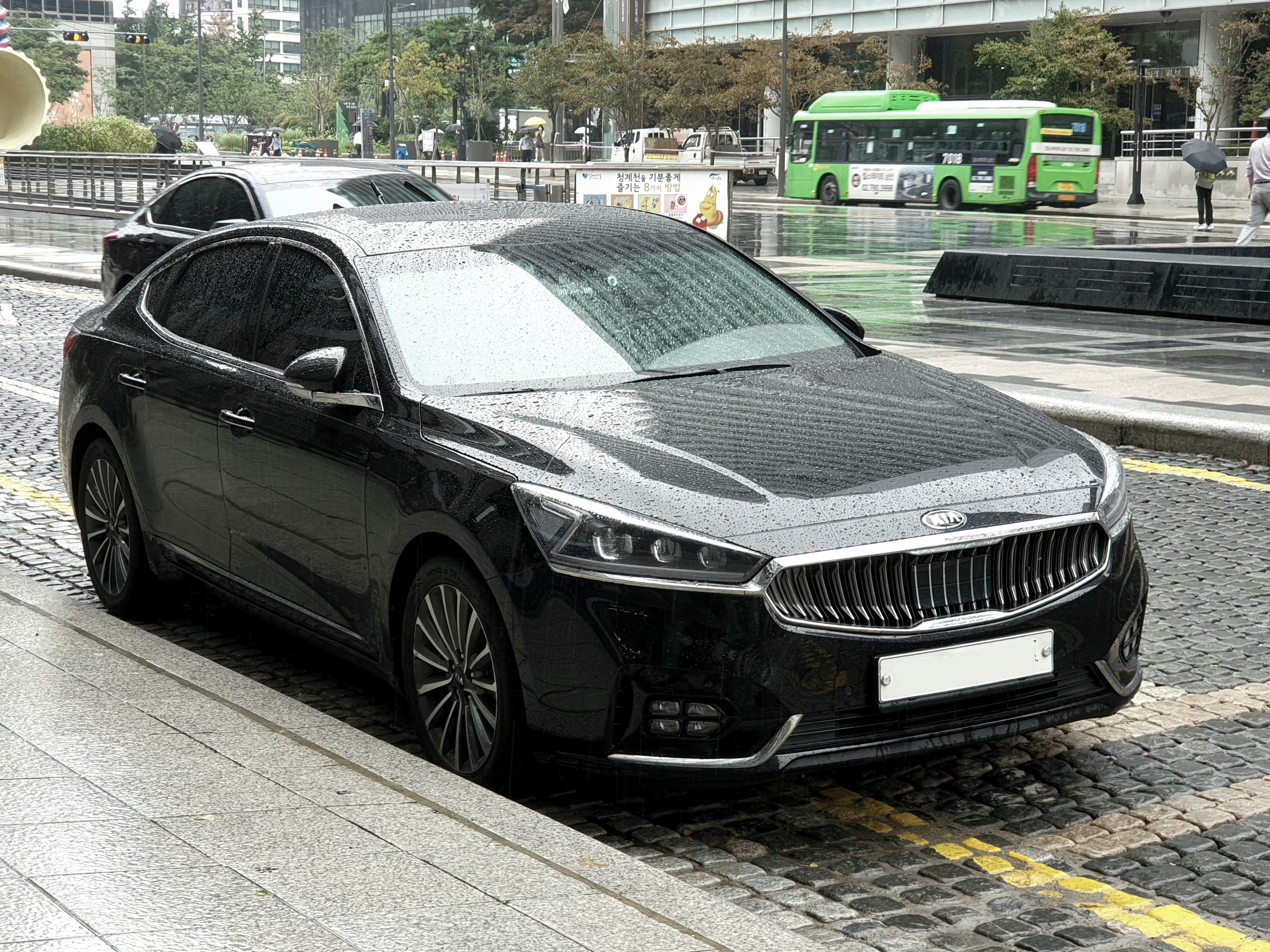
Kia Cadenza ІІ (2016-2019)

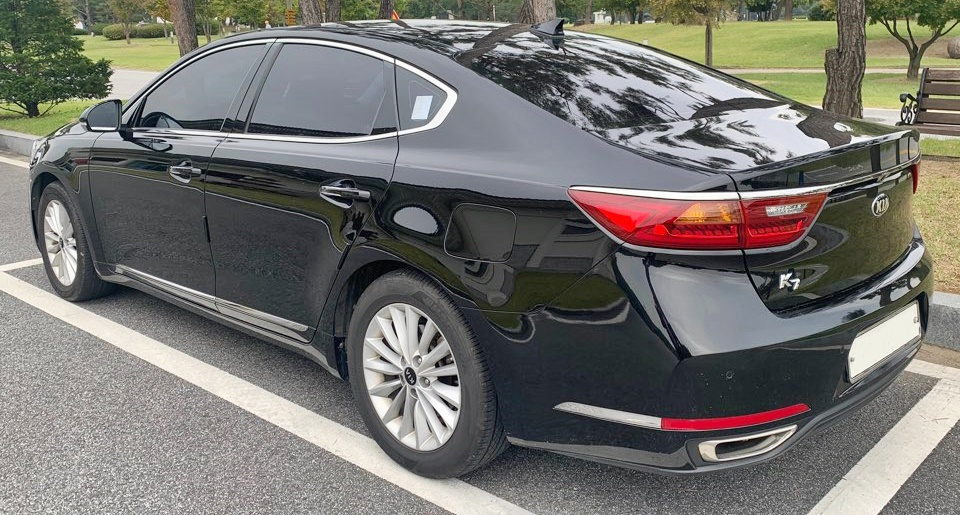

В осени 2016 року дебютувало друге покоління Kia Cadenza, дизайн якої розробив Пітер Шрейєр. Автомобіль пропонується з оновленим 3,3-літровим V6, який генерує 290 кінських сил.

### Двигуни
- 2.4L Theta II GDI I4
- 3.0L Lambda II GDI V6
- 3.3L Lambda II GDI V6
- 3.3L Lambda II MPI V6
- 2.2L E-VGT CRDi I4 (diesel)

### Фейсліфт 2019

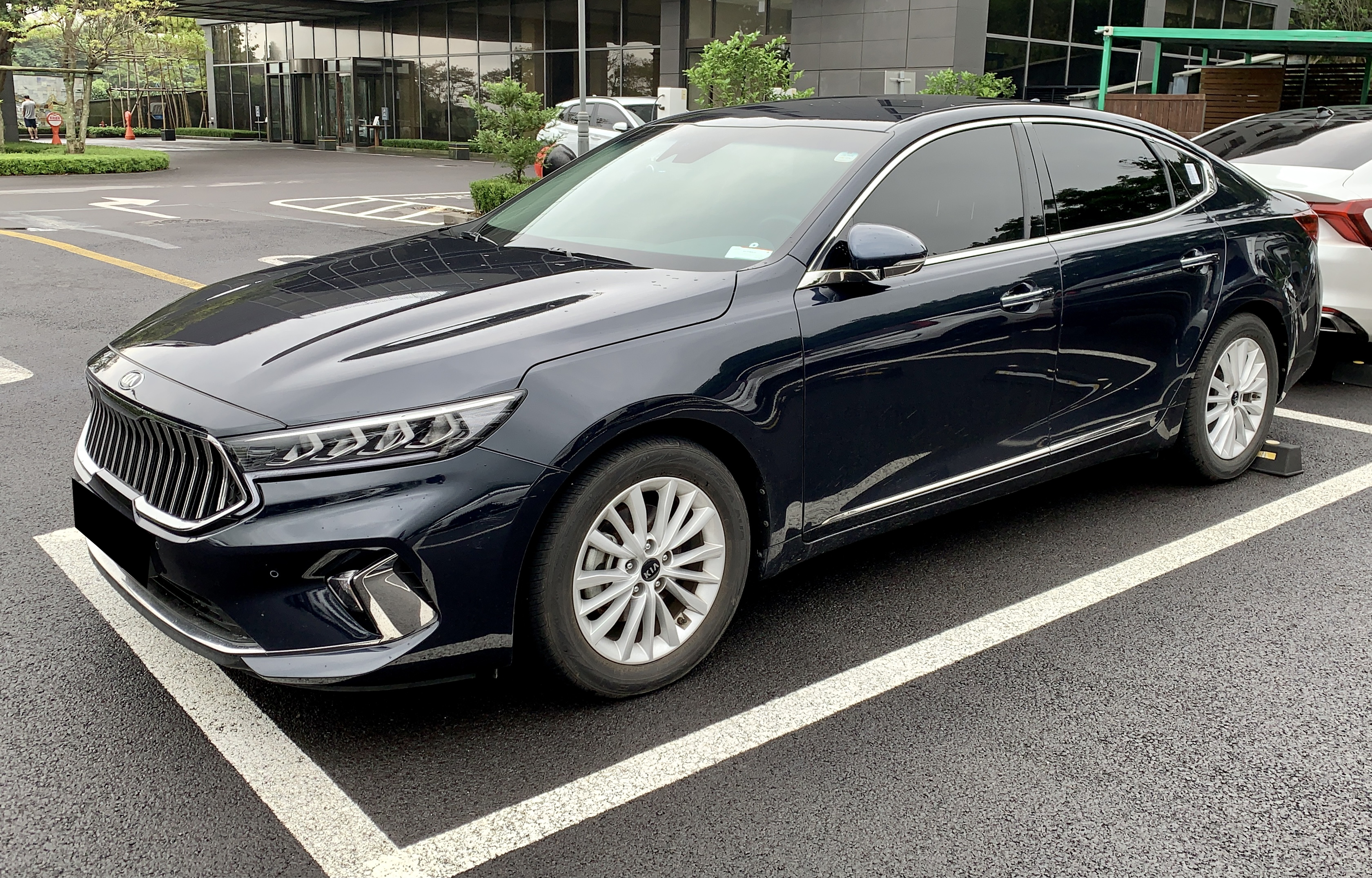
Kia Cadenza ІІ (з 2019)

У 2019 році відбувся редизайн Kia Cadenza. Є три моделі - Premium, Limited і Technology. 
За потужність моделей відповідає 3.3-літровий V6 двигун на 290 к.с. і 343 Нм. Компонується він 8-ступінчастою АКПП. Привід виключно на передні колеса. Розгін до 100 км/год відбувається за 7.0 с. Витрата пального перебуває на рівні 11.7 л/100км у міському, 8.4 л/100км у заміському та 10.2 л/100км у змішаному циклах.

## Південнокорейський ринок
У Південній Кореї Kia Cadenza позначається абревіатурою «K7». Виробництво автомобіля налагоджене на заводі Hwasung в місті Кванджу. 